# Rue Marx-Dormoy
Rue Marx-Dormoy är en gata i Quartier de la Chapelle och Quartier de la Goutte-d'Or i Paris artonde arrondissement. Gatan är uppkallad efter den franske socialistiske politikern Marx Dormoy (1888–1941), som mördades av La Cagoule, en fascistisk organisation. Rue Marx-Dormoy börjar vid Place de la Chapelle 20 och slutar vid Rue Ordener 1 och Rue Philippe-de-Girard 103.

## Omgivningar
- Saint-Bernard de la Chapelle
- Saint-Denys de la Chapelle
- Sainte-Jeanne-d'Arc
- Bois Dormoy
- Square de la Madone
- Square de l'Évangile
- Place de Torcy
- Jardin Françoise-Hélène-Jourda
- Jardins Rosa-Luxemburg
- Jardins d'Éole
- Square Marc-Séguin

## Bilder
| - Gatuskylt. - Marx Dormoy. - Saint-Bernard de la Chapelle. - Jardin Françoise-Hélène-Jourda. - Jardins Rosa-Luxemburg. |

## Kommunikationer
- Tunnelbana – linje  – Marx Dormoy
- Tunnelbana – linje  – La Chapelle
- Busshållplats Les Roses – Paris bussnät
- Busshållplats Place de La Chapelle – Paris bussnät

### Webbkällor
- ”Rue Marx-Dormoy”. Mairie de Paris. https://web.archive.org/web/20150910071009/http://www.v2asp.paris.fr/commun/v2asp/v2/nomenclature_voies/Voieactu/6067.nom.htm. Läst 13 september 2023.
- ”Rue Marx-Dormoy”. Les rues de Paris. https://web.archive.org/web/20190707103210/http://www.parisrues.com/rues18/paris-18-rue-marx-dormoy.html. Läst 13 september 2023.